# Kraftwerk Garsten-St. Ulrich
Das Kraftwerk Garsten-St. Ulrich ist ein Laufwasserkraftwerk im Bundesland Oberösterreich, Österreich. Es ist an der Enns auf dem Gebiet der Gemeinde St. Ulrich bei Steyr im Bereich einer ehemaligen Flussschlinge der Enns gelegen. Das Kraftwerk liegt etwa 2 Kilometer südlich (flussauf) der Stadt Steyr. Ungefähr weitere drei Kilometer flussaufwärts liegt das Kraftwerk Rosenau.
Mit dem Bau des Kraftwerks wurde im Sommer 1965 begonnen. Die erste Maschine des Kraftwerks ging am 3. November 1967 in Betrieb. Das Kraftwerk ist im Besitz der Ennskraftwerke AG und wird auch von der Ennskraftwerke AG betrieben.

## Geschichte
Die Planungen für ein Wasserkraftwerk auf dem Gebiet der Gemeinde Garsten reichen bis in die Zeit kurz nach dem Ersten Weltkrieg zurück. 1919 erhielt ein projektiertes Ausleitungskraftwerk der Oberösterreichischen Wasserkraft und Elektrizitäts-AG (OWEAG) die wasserrechtliche Bewilligung; das Projekt wurde aber nicht realisiert. Im Jahr 1939 plante die Reichswerke AG für Erzbergbau und Eisenhütten Hermann Göring Linz ein Ausleitungskraftwerk, das aber ebenfalls nicht realisiert wurde. Ab 1960 beschäftigte sich dann die Ennskraftwerke AG mit der Ausarbeitung des Kraftwerksprojekts. Das Projekt erhielt 1964 vom Ministerium für Land- und Forstwirtschaft die wasserrechtliche Bewilligung. Die Bauarbeiten begannen dann im Sommer 1965 mit der Einrichtung der Baugrube.

## Absperrbauwerk
Das Absperrbauwerk besteht aus einem Stauwehr auf der linken sowie einem Krafthaus (Länge 50 m, Breite 48,2 m, Höhe 36,5 m) auf der rechten Flussseite. Die Wehranlage besitzt drei jeweils 14 m breite Wehrfelder mit einer Höhe von 12,8 m.

## Stausee
Das Absperrbauwerk staut die Enns zu einem kleinen Stausee auf.

## Kraftwerk
Das Kraftwerk Garsten-St. Ulrich verfügt über eine installierte Leistung von 35,3 (bzw. 38) MW. Die durchschnittliche Jahreserzeugung liegt bei 157 (bzw. 162,5) Mio. kWh. Die maximale Fallhöhe bei der Ausbauwassermenge beträgt 13,3 m. Der Durchfluss liegt bei 286 m³/s für alle Turbinen.
Die zwei Kaplan-Turbinen leisten jeweils maximal 15,5 MW und die zugehörigen Generatoren 19 MVA.  Die Turbinen wurden von Andritz und Escher Wyss geliefert, die Generatoren von ELIN und der Wiener Starkstromwerke GmbH. Die erste Maschine ging im November 1967 und die zweite im Januar 1968 ans Netz. In der Schaltanlage wird die Generatorspannung mittels eines Maschinentransformators auf 110 kV hochgespannt. Von der Schaltanlage führt eine vier Kilometer lange 110-kV-Leitung zum Umspannwerk Steyr.
Neben den beiden Hauptmaschinen ist noch eine kleinere Restwasserturbine mit einer Leistung von 1,943 MW installiert. Der zugehörige Generator verfügt über eine Nennscheinleistung von 2,35 MVA.
Das Kraftwerk wird seit 2000 von der Zentrale der Ennskraftwerke AG in der Stadt Steyr aus ferngesteuert. Von 2009 bis 2011 wurde eine Laufraderneuerung durchgeführt.